# 岩永村
岩永村（いわながむら）は、かつて山口県美祢郡に属していた村である。

## 歴史
- 1889年（明治22年）4月1日 - 町村制施行により美祢郡岩永本郷村、岩永下郷村が合併して村制施行し、岩永村が発足。
- 1955年（昭和30年）4月1日 - 美祢郡秋吉村、別府村、共和村と合併して秋芳町を新設して消滅。